# 桜峠 (福島県)
桜峠（さくらとうげ）は、福島県耶麻郡北塩原村大塩にある峠で国道459号線の途中にある。
桜峠には約3000本のオオヤマザクラが植えられており、桜には開花時期に個体差があり、4月から5月まで桜が咲く。

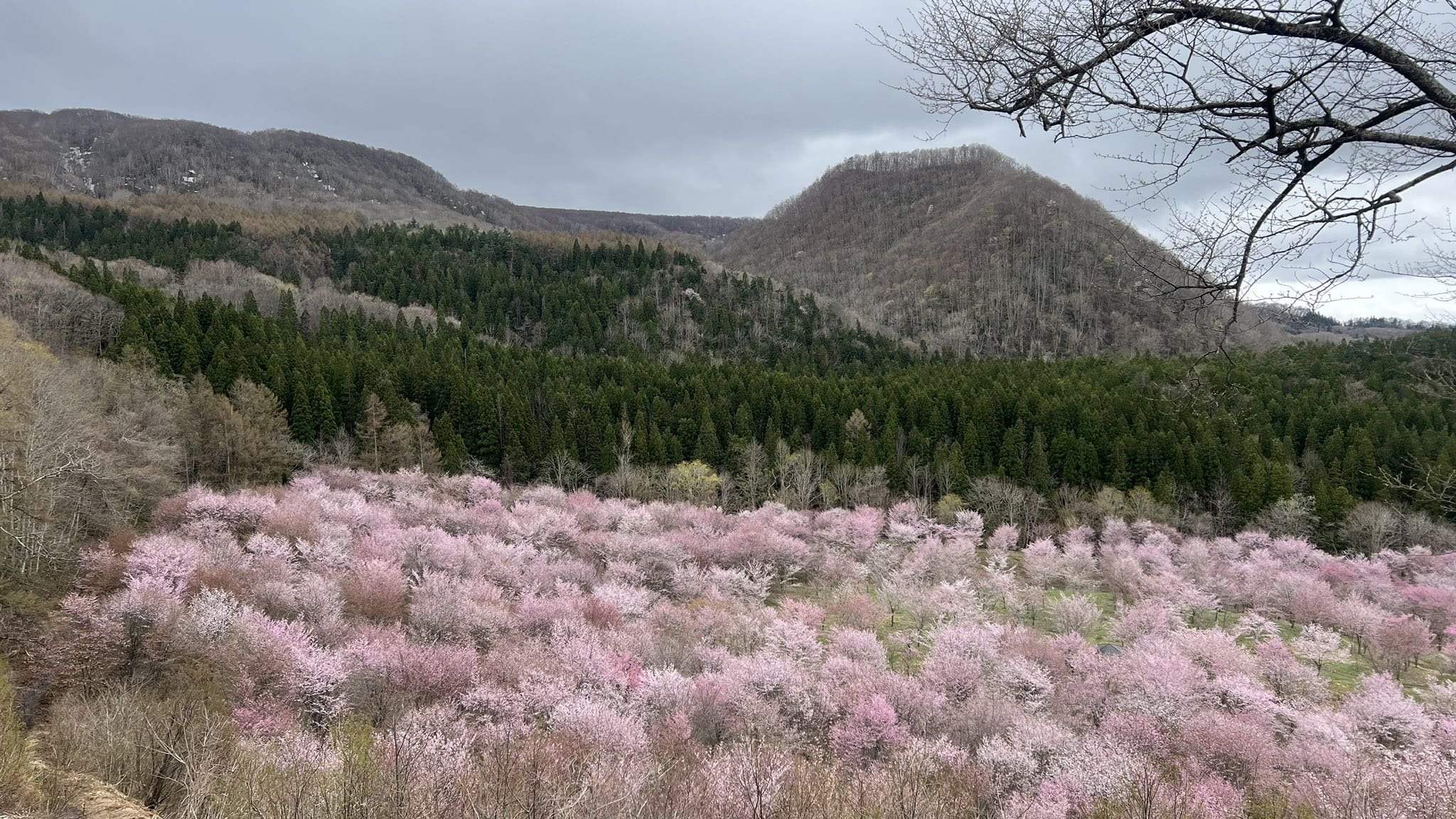
満開時の桜峠

## 通過する道路
- 国道459号線

## 周辺
- 道の駅裏磐梯